# Etiqueta meta

ANGEL NAVARRO Y GARCIA

Las metaetiquetas, etiquetas meta o elementos meta (también conocidas por su nombre en inglés,  meta tags) son etiquetas HTML que se incorporan en el encabezado de una página web y que resultan invisibles para un visitante normal, pero de gran utilidad para navegadores u otros programas que puedan valerse de esta información.
Su propósito es el de incluir información (metadatos) de referencia sobre la página: autor, título, fecha, palabras clave, descripción, etc.

## Características
Las meta tags son unas etiquetas pertenecientes al HTML que se deben escribir dentro del tag general <head> y que lo podemos definir como líneas de código que indican a los buscadores que indexan la página por qué términos debe ser encontrada. Dependiendo de la utilización, caracterización y objetividad de dichos meta, más otros factores SEO se puede conseguir una excelente posición en el listado resultante de una búsqueda.
Según varios estudios, cuando un navegante realiza una búsqueda no suele ir más allá del resultado 20, pues entre estos primeros puestos suele encontrar aquello que busca. Para quedar entre estos puestos es conveniente tener unos metas optimizados.

En el pasado, si un sitio web no contaba con las meta tags, era muy difícil obtener posiciones relevantes en el buscador, sin embargo actualmente las meta tags no son primordiales para posicionarse, ya que hay otros factores de mayor importancia.[cita requerida]

## Usos
Esta información podría ser utilizada por los robots de búsqueda para incluirla en las bases de datos de sus buscadores y mostrarla en el resumen de búsquedas «rich snippets» o tenerla en cuenta durante las mismas. Estas meta tags son invisibles para los visitantes.
Estas meta etiquetas también se usan para especificar cierta información técnica de la cual pueden valerse los navegadores para mostrar la página, como el grupo de caracteres usado, tiempo de expiración del contenido, posibilidad de dejar la página en cache o calificar el contenido del sitio ("para adultos", "violento", etc.).
También, es común ver asociadas estas meta tags con Dublin core. Para ver las etiquetas que posee un sitio web se debe realizar un clic derecho sobre el sitio y seleccionar: «Ver código fuente o Source code».

## Sintaxis
La sintaxis de las metatags es:
```
<
meta
 
name
=
""
 
content
=
""
>

```

donde el atributo name indica qué tipo de etiqueta se usará y content el contenido de una etiqueta concreta.
Estas etiquetas se incorporan en el código fuente entre <head> y </head>.